# FKコペトダグ・アシガバート
フットボールクラブ・コペトダグ・アシガバート （トルクメン語: Köpetdag Futbol Kluby  ）  は、トルクメニスタン・アシガバートに本拠を置くサッカークラブ。トルクメニスタン・リーグ所属。ホームスタジアムは、26,000人収容のコペトダグ・スタジアム。 チームカラーは青と白。トルクメニスタン・リーグ及びトルクメニスタン・カップで優勝各6回を誇る古豪である。

## 歴史

### ソビエト連邦時代
クラブは44年間（1947–54、1956–91）にわたりソビエト連邦サッカーリーグに参戦。参加時期により、ロコモティフ（1947–49）、スパルタク（1950–54）、コルホッチ（1956–59、1976–87）、ストイテル（1962–75）、コペトダグ（1960、1961、1988–91）の名前で出場した。
- 第2グループ（1947–49）、最高成績：1948年に3位
- クラスB（1950–54、1956–63）、最高成績：1963年に2位
- クラスA、2番目のグループ（1964–69）、最高成績：1967年に4位
- ファーストリーグ（1970–74、1976–79）、最高成績：1976年9位
- セカンドリーグ（1975、1980–91）、最高成績：1975年と1991年に2位。

ソビエト時代、1980年代にヴァレリー・ニポムニシがコーチの一人として参加していたことがある。

### トルクメニスタン
ソビエト連邦の崩壊後、チームは独立国家共同体 (CIS) のオープンチャンピオンシップに参加することを計画したが、多くの違いのためにチャンピオンシップは行われなかった。最初の数年間は、トルクメニスタン代表チームのベースとなるクラブであった。
2008年に彼らは金融危機のために解散し、数年後に戻ってきた。

### チーム再建
2015年、トルクメニスタン内務省の指導の下、FKコペトダグが再建された。クラブは2部に相当するトルクメニスタン・ファーストリーグと、トルクメニスタン・カップに出場。この年の昇格プレーオフに勝利し、2016年シーズンに昇格を果たした。

## 戦績とタイトル

### 国内
| シーズン | リーグ戦 | リーグ戦 | リーグ戦 | リーグ戦 | リーグ戦 | リーグ戦 | リーグ戦 | リーグ戦 | リーグ戦 | カップ戦   | チーム得点王 | チーム得点王 | 監督                   |
| シーズン | Div.     | 順位     | 試       | 勝       | 分       | 負       | 得       | 失       | 点       | カップ戦   | 名前         | リーグ       | 監督                   |
| -------- | -------- | -------- | -------- | -------- | -------- | -------- | -------- | -------- | -------- | ---------- | ------------ | ------------ | ---------------------- |
| 2015年   | 2部      | 優勝     | 28       |          |          |          |          |          |          | ラウンド16 |              |              | ユスポビッチ・セイドフ |
| 2016年   | 1部      | 7位      | 36       | 11       | 6        | 18       | 37       | 63       | 39       |            |              |              | ユスポビッチ・セイドフ |

- トルクメニスタン・リーグ（ 6 ）
  - 勝者 ：1992、1993、1994、1995、1998、2000
- ビリンジリガ（ 1 ）
  - 勝者 ：2015
- トルクメニスタン・カップ（ 7 ）
  - 勝者 ：1993、1994、1997、1999、2000、2001、2018
  - ファイナリスト ：1995、2005、2006, 2020
- SSRトルクメニスタンカップ（ 1 ）
  - 勝者 ：1992
- トルクメニスタンスーパーカップ
  - ファイナリスト ：2019

## AFC大会での成績
- アジアクラブ選手権：5回出場

1995年：予選ラウンド
1996年：グループステージ
1997年：第1ラウンド
1999 ：グループステージ
2002年：第1ラウンド
- アジアカップウィナーズカップ：1回出場

1997–98 ：4位

## 国際大会戦績
| 年度    | 大会                         | ラウンド     | 対戦相手                     | スコア         |
| ------- | ---------------------------- | ------------ | ---------------------------- | -------------- |
| 1994–95 | アジアクラブ選手権           | 予選ラウンド | アンサット・パヴロダル       | 2–0 w          |
|         |                              | 予選ラウンド | シトラ・ドゥシャンベ         | 7–1 w          |
|         |                              | 予選ラウンド | アルガ・ビシュケク           | 1–0 w          |
|         |                              | 予選ラウンド | ネフチ・フェルガナ           | 1–2 l          |
| 1995–96 | アジアクラブ選手権           | 1回戦        | FCカント・オイル             | (6–0 w, 0–2 l) |
|         |                              | 2回戦        | アル・アンサール             | (1–1, 0–5 w)   |
|         |                              | 準々決勝     | サイパ                       | 1–0 l          |
|         |                              | 準々決勝     | アル・アラビ                 | 2–2            |
|         |                              | 準々決勝     | アル・ナスル                 | 1–0 l          |
| 1996–97 | アジアクラブ選手権           | 1回戦        | ペルセポリス                 | (0–0, 0–1 l)   |
| 1997–98 | アジアカップウィナーズカップ | 1回戦        | ネフチ・フェルガナ           | (4–0 w, 2–3 l) |
|         |                              | 2回戦        | カイラト                     | (3–1 l, 0–2 w) |
|         |                              | 準々決勝     | アル・ショルタ               | (4–0 w, 1–1)   |
|         |                              | 準決勝       | アル・ナスル                 | 2–1 l          |
|         |                              | Third place  | 北京国安                     | 4–1 l          |
| 1998–99 | アジアクラブ選手権           | 1回戦        | イルティシュ・パヴロダル     | (4–1 w, 0–3 l) |
|         |                              | 2回戦        | ヴァフシュ・クルガン・テッパ | (0–1 w, 0–5 w) |
|         |                              | 準々決勝     | アル・アインn                | 6–1 l          |
|         |                              | 準々決勝     | アル・ヒラル                 | 4–2 l          |
|         |                              | 準々決勝     | エステグラル                 | 1–0 w          |
| 2001–02 | アジアクラブ選手権           | 1回戦        | ナサフ・カルシ               | (0–1 l, 0–3 l) |

## 独立国家共同体カップ
- 1993年：グループステージ
- 1994年：準決勝
- 1995年：グループステージ
- 1994年：グループステージ
- 1997年：準決勝
- 1998年：準決勝
- 1999年：グループステージ
- 2001年：準決勝

## コーチ
| - Alexei Sokolov (1950–51) - Leo Olshansky (1952–53) - Stepan Arutyunov (1957) - Vladimir Alyakrinsky (1964) - Vladimir Eremeev (1965–66) - Sergei Budagov (1967–68) - Holodkov Seraphim (1969) - Sergei Korshunov (June 1970) - Sergei Budagov (1971) - Vladimir Yulygin (1973–74) | - Viktor Kuznetsov (1975–78) - Anatoli Polosin (1979, until June 11) - Valery Nepomnyashchy (June 11, 1979, 1982–83) - Edward Danilov (1984) - Arsen Naydyonov (1985) - Vladimir Yulygin (1986) - Viktor Kuznetsov (1987) - Vladislav Kazakov (1988) - Victor Orlov (1989) - Baýram Durdyýew (1990–96) | - Boris Lavrov (1997–98) - Tachmurad Agamuradov (July 1998) - Viktor Pozhechevskyi (July 1998–Jan 1999) - Ravil Menzeleev – Sergei Kazankov (1999) - Tachmurad Agamuradov (2000–01) - Baýram Durdyýew (2001–02) - Berdymyrat Nurmyradow (2003–07) - Said Seyidov (2015 – May 2019) - Çary Annakow (May 2019 – June 2019) - Tofik Şükürow (June 2019 - ) |